# Raveniola caudata
Raveniola caudata là một loài nhện trong họ Nemesiidae.
Raveniola caudata được miêu tả năm 2009 bởi Zonstein.